# معركة جلينليفيت
معركة جلينليفيت هي معركة عشائرية اسكتلندية دارت رحاها في 3 أكتوبر 1594 بالقرب من جلينليفيت، موراي، اسكتلندا. دارت المعركة بين القوات البروتستانتية الموالية للملك جيمس السادس ملك اسكتلندا والتي كانت بقيادة أرشيبالد كامبل، إيرل أرغيل السابع، ضد القوات الكاثوليكية بقيادة جورج جوردون، إيرل هانتلي السادس، وفرانسيس هاي، إيرل إيرول التاسع. حقق الكاثوليك انتصارًا حاسمًا في المعركة، ولكن في أعقاب ذلك هزمهم الملك جيمس. 

## الخلفية
لمدة قرنين من الزمان منذ منتصف القرن الخامس عشر، سيطرت عشيرة جوردون وعشيرة كامبل على شمال شرق وغرب اسكتلندا على التوالي، باعتبارهما من كبار رجال الدولة الذين امتدوا على طول الخط الفاصل بين المرتفعات الاسكتلندية والأراضي المنخفضة الاسكتلندية. لم يكن جيمس السادس ملك اسكتلندا متأكدًا مما إذا كان سيدعم الكاثوليك أم البروتستانت. وكان ذلك لأن الكاثوليك كانوا لا يزالون كثيرين وخاصة بين نبلاء الشمال. في عام 1593، أرسل بعثة سرية إلى البابا بفكرة إعادة اسكتلندا إلى ولاء روما. ومع ذلك، في عام 1594، غير رأيه مرة أخرى وقرر فرض قوانين ضد الكاثوليك. بين عامي 1588 و1595، قدم إيرلز هانتلي الشماليون وإيرول وأنجوس، الذين كانوا جميعًا كاثوليك، مبادرات إلى فيليب الثاني ملك إسبانيا، في ثورة ضد جيمس السادس ملك اسكتلندا. عندما اكتشف جيمس هذه المراسلات التي قد تكون خائنة مع إسبانيا، سار شمالاً وأرسل قوة متقدمة تحت قيادة أرشيبالد كامبل، إيرل أرغيل السابع، الذي كان لا يزال مراهقًا، لمواجهة جيش المتمردين تحت قيادة جورج جوردون، إيرل هانتلي السادس آنذاك، وفرانسيس هاي، إيرل إيرول التاسع.أُرسل جيش الملك إلى بلد جوردون الذي كان معقل الجانب الكاثوليكي. 
كان إيرل أرغيل، الذي كان يبلغ من العمر 19 عامًا فقط، معه قوة قوامها حوالي 12000 رجل. دخل بادنوخ وحاصر قلعة روثفين في 27 سبتمبر 1594. كان في جيش أرغيل إيرل أثول، ولاكلان مور ماكلين، زعيم عشيرة ماكلين، وزعيم عشيرة ماكنتوش، ولارد جرانت، وعشيرة جريجور، وماكنيل بارا، إلى جانب عشيرة كامبل بأكملها. كان قلعة روثفين محمية بشكل جيد من قبل عشيرة ماكفيرسون التي كانت تابعة لإيرل هانتلي، لذلك كان على إيرل أرغيل أن يتخلى عن الحصار. بعد ذلك، سار أرغيل عبر ستراثسبي وفي 2 أكتوبر عسكر في قلعة درومينور. من هناك، أرسل أرغيل أوامر إلى اللورد فوربس، وعشيرة فريزر من لوفات، وعشيرة دنبار، وعشيرة ماكنزي، وعشيرة إيرفين، وعشيرة أوجيلفي، وعشيرة ليزلي للانضمام إليه.
كان الإيرلات على الجانب المعارض يعرفون أن أرغيل كان شابًا بلا خبرة عسكرية، وكان جيشه يتكون من ميليشيا خام وغير منضبطة والتي تضمنت أيضًا عددًا كبيرًا من الكاثوليك.
عندما اقترب أرغيل، انضم إيرل إرول مع 100 فارس مختار إلى إيرل هانتلي في ستراثبوجي. بلغ عدد قوات هانتلي الآن ما يقرب من 1500 رجل، معظمهم من الفرسان، ومن هناك تقدموا إلى كارنبورو حيث تعهد الإيرلان وأتباعهما بالغزو أو الموت. ثم ساروا إلى أوشيندون ووصلوا في نفس اليوم. تلقى هانتلي معلومات استخباراتية تفيد بأن أرغيل كان على وشك النزول من الجبال إلى الأراضي المنخفضة وأرسل الكابتن توماس كار ومجموعة من الفرسان للقيام بالاستطلاع. لقد التقوا بالصدفة بكشافة أرغيل الذين طاردوهم وقتلوا بعضهم. ثم قرر هانتلي مهاجمة أرغيل قبل أن ينضم إليه اللورد فوربس والقوات التي كانت تنتظر ظهوره في الأراضي المنخفضة. 
مر أرغيل بجلينليفيت ووصل إلى ضفاف مجرى مائي صغير يُدعى ألتاكويليشان، لكنه لم يكن لديه أي فكرة أن هانتلي وإيرول سيهاجمانه بقوة أدنى من ذلك وبالتالي اندهش لرؤيتهم يقتربون منه. كان يخشى أن يوازن سلاح الفرسان التابع لهانتلي تفوقه العددي من جنود المشاة، لذا عقد مجلس حرب ليقرر ما إذا كان ينبغي لهم الهجوم أو التراجع إلى الجبال التي كانت بعيدة عن متناول حصان هانتلي، حيث يمكنه الانتظار حتى وصول قوات الأراضي المنخفضة، التي كانت في الأساس من سلاح الفرسان، لدعمه. نصح المجلس أرغيل بالانتظار حتى وصول الملك بقواته لدعمه، أو على الأقل حتى وصول فرايزر وماكينيزيس من الشمال، أو إيرفينز وفوربس وليزلي من الجنوب. ومع ذلك، تجاهل أرغيل هذا القرار وكان مصممًا على انتظار هجوم العدو وشجع رجاله بالإشارة إلى مدى صغر عدوهم.

## المعركة
وضع أرغيل جيشه في فرقتين على تلة بين جلينليفيت وجلينرينس. على الجناح الأيمن كان هناك ماكلينز وماكينتوش، بقيادة لاشلان ماكلين وماكينتوش من ماكنتوش. على الجناح الأيسر كان هناك جرانت وماكنيلز وماكجريجور بقيادة جرانت من جارتينبيج. في الوسط كان هناك كامبل بقيادة كامبل من أوشينبريك. تتكون هذه الطليعة من 4000 رجل، نصفهم يحملون البنادق. كان مؤخرة الجيش بقيادة أرغيل نفسه وتتكون من حوالي 6000 رجل. 
تتكون طليعة هانتلي من 300 رجل بقيادة إيرول والسير باتريك جوردون من أوشيندون ولورد جوردون من جايت ولورد بونتون والكابتن توماس كار. تبعه هانتلي مع بقية الجنود، مع لورد ماكفيرسون من كلوني على يمينه ولورد جوردون من أبيرجلدي على يساره. كان لدى هانتلي أيضًا ثلاث قطع من المدفعية الميدانية تحت قيادة الكابتن أندرو جراي.
كان لدى أرغيل ميزة التواجد على تلة، وكانت قوات هانتلي تعاني من إعاقة أكبر بسبب الطحالب على الأرض وحفر العشب التي تم حفرها. ومع ذلك، تقدم هانتلي على التل. لقد أبرم ترتيبات مع كامبل من لوخنيل الذي وافق على الانضمام إلى جانب هانتلي بمجرد بدء المعركة، قبل هجوم سلاح الفرسان التابع لهانتلي. كان كامبل من لوخنيل على عداوة مع أرغيل الذي قتل شقيقه في عام 1592 وكان أيضًا أقرب وريث لأرغيل. ومع ذلك، قُتل كامبل من لوخنيل برصاصة المدفعية الأولى ثم فر رجاله من الميدان. لم يسبق لجيش أرغيل المرتفع أن رأى قطعًا ميدانية من قبل، فأُلقي به في حالة من الفوضى، فتبعه هانتلي بالهجوم عليهم بسلاح الفرسان. أُمر إيرول بمهاجمة الجناح الأيمن لجيش أرغيل الذي كان تحت قيادة ماكلين. ومع ذلك، كان هذا الجناح على قمة تل شديد الانحدار، وكان إيرول منزعجًا من وابل الرصاص الكثيف من الأعلى، لذلك كان عليه أن يتخذ طريقًا جانبيًا تاركًا العدو على يساره. هاجم جوردون من أوشيندون هذا التل شديد الانحدار مع مجموعة صغيرة لمهاجمة ماكلين، لكنه قُتل أثناء ذلك. تعرض ماكلين لهجمات متكررة لكنه مناور برجاله بشكل جيد لدرجة أنه نجح في قطع إيرول عن هانتلي. ومع ذلك، جاء هانتلي لمساعدة إيرول وأعفاه.

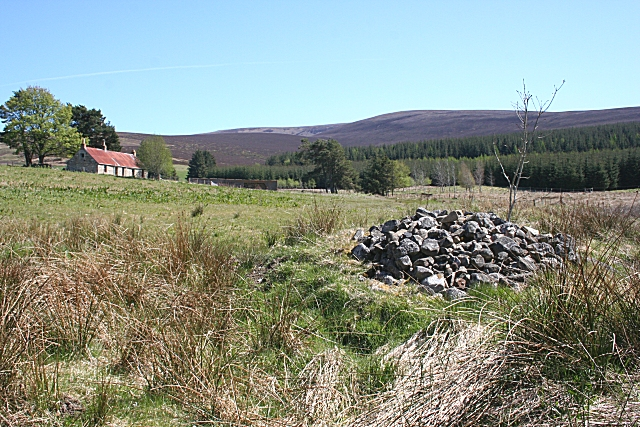
علامة تشير إلى المكان الذي قُتل فيه باتريك جوردون من أوشيندون

استمرت المعركة لمدة ساعتين. أُطلق النار على حصان هانتلي من تحته، لكنه حصل على الفور على حصان آخر. بدأ الجزء الرئيسي من جيش أرغيل في التراجع والتراجع. ومع ذلك، استمر ماكلين في الميدان حتى وجد أن المنافسة ميؤوس منها وانسحب أيضًا. كان نجاح هانتلي يرجع بشكل أساسي إلى خيانة كامبل من لوخنيل لأرغيل وأيضًا خيانة جرانت من جارتينبيج الذي تراجع بمجرد بدء المعركة وكان في الواقع أحد أتباع هانتلي. ترك هذا الجناح الأوسط والأيسر لجيش أرغيل محطمًا تمامًا.
علامة حجرية تشير إلى المكان الذي قُتل فيه باتريك جوردون من أوشيندون
تكبد جيش أرغيل 500 قتيل، بما في ذلك ماكنيل من بارا وكامبل من لوخنيل وكامبل من أوشينبريك. كانت خسائر هانتلي صغيرة نسبيًا: قُتل أربعة عشر رجلاً بما في ذلك باتريك جوردون من أوشيندون ولورد جوردون من جايت. أصيب إيرل إرول وعدد من الآخرين.
على الرغم من أن المعركة دارت على المستوى الوطني، إلا أن معركة جلينليفيت تضمنت أيضًا العداوة بين عشيرة كاميرون وعشيرة ماكنتوش. يذكر ألكسندر ماكنزي أن آلان كاميرون من لوتشييل "على رأس عدد قليل من عشيرته، قام بأداء خدمة مميزة ضد أعدائه القدامى، آل ماكنتوش، الذين هزمهم، وطاردهم بحماس كبير، وقام بخدمات هانتلي التي استحقت مكافأة مختلفة عن تلك التي تلقاها بعد ذلك". 
يقع موقع ساحة المعركة على بعد حوالي 5 كيلومترات (3.1 ميل) شرق جلينليفيت. يخضع موقع المعركة حاليًا للبحث، ليتم جرده وحمايته من قبل هيئة اسكتلندا التاريخية بموجب سياسة البيئة التاريخية الاسكتلندية لعام 2009.